# Philharmonie Sittard
De Philharmonie Sittard (officieel Muziekvereniging Philharmonie) uit Sittard, gemeente Sittard-Geleen, is een muziekvereniging die opgericht werd op 3 oktober 1887. De vereniging repeteert sinds 1934 in een gebouw in de historische binnenstad van Sittard, het zogenaamde Phillokaal.

## Geschiedenis
Op 4 september 1887 werd, ter gelegenheid van de (her)opening van het buitencafé 'Alcazar' te Ophoven, een groep muzikanten bij elkaar gehaald. Na een succesvol optreden werd besloten om gezamenlijk een muziekgezelschap op te richten, dat zij de Philharmonie noemden. Bij de oprichting op 3 oktober 1887 was het doel 'aan de Sittardse bevolking enige aangename winteravonden te verschaffen'. Men begon met 15 muzikanten in een verenigingslokaal in het hartje van de stad Sittard. In de loop der jaren groeide het harmonieorkest, met ongeveer 80 muzikanten, tot een van de bekendste muziekkorpsen uit Sittard. Sedert 1934 is de vereniging gehuisvest in een pand aan de Gats, midden in de binnenstad dicht bij de Sittardse Markt. Dit zogenaamde "Phillokaal" is een voormalige feestzaal (verdieping) en paardenstalling en koetshuis (begane grond) van het naastgelegen hotel. Het pand is in 1984 gekocht en gerestaureerd door de Philharmonie. Eigenaar van het gebouw is formeel de Stichting Huisvesting Philharmonie Sittard.
Tegenwoordig speelt "de Phil" (zoals zij ook wel genoemd wordt) in de 1e divisie, voorheen de afdeling superieur. Naast de harmonie maken ook een slagwerkensemble annex drumband (ong. 20 muzikanten), een kleine 15 jeugdigen in de vooropleiding, ongeveer 20 muzikanten in het leerlingenorkest en een kleine 30 muzikanten in de in 1985 opgerichte jeugdharmonie deel uit van de Philharmonie. Totaal heeft de vereniging meer dan 170 leden. Vroeger maakte ook een strijkorkest en een trommenkoor (klaroenkorps) deel uit van de vereniging. In 1991 is de Sociëteit Philharmonie Sittard opgericht, kortweg "vrienden van de Phil". Sympathisanten van de Sociëteit doneren jaarlijks een bedrag en steunen de vereniging daar financieel mee. Zo wordt onder andere in uniformen en muziekinstrumenten geïnvesteerd. Daarnaast vormen de kosten van opleiding, uitvoeringen en huisvesting de grootste uitgaven. De lijfspreuk van de Philharmonie, Ons zal de vriendschap steeds verbinden, de kunst in ons vereerders vinden, is afkomstig uit een oud clublied van de vereniging. De tekst is geschreven op een lied van Georg Kunoth uit 1892, Laßt tönen laut den frohen Sang (ook wel Kaisermarsch of Hipp, hipp, hurrah! genoemd).

## Slagwerkensemble
In 1954 maakte de Philharmonie een uiterst moeilijke periode door, er was nauwelijks nog sprake van een goed functionerende harmonie. In dat jaar werd de drumband van de Philharmonie opgericht.
Door de jaren heen is de drumband steeds meer melodisch slagwerk gaan gebruiken, daarom wordt zij nu slagwerkensemble genoemd, in de volksmond blijft het echter "de drumband van de Phil". Het slagwerkensemble blijft op straat ook de rol van drumband vervullen. Onder leiding van Gian Prince (1989-2006) behaalde het slagwerkensemble haar meeste successen. Er werden diverse concoursen winnend afgesloten en in het succes-seizoen 1994-1995 werd daarbij nog eens het Limburgs kampioenschap en de Nationale titel in divisie a-b behaald. Vanaf 2006 staat Frank Marx aan het roer en zal het slagwerkensemble, na afwezigheid van 11 jaar, in 2009 weer op concours gaan. Met 90,84 punten werd er een eerste prijs met lof van de jury behaald. Tevens werd de Limburgse titel weer behaald.

## Dirigenten harmonieorkest
- Reinhold Könings (1887-1904, 1909-1917)
- Hendrik Huijsmans (1904-1909)
- Lambert Wetzels (1917-1923, vanaf 1904 dirigent symfonieorkest)
- Benoît Franssen (1923-1926)
- rabbi Nathan Bernhard van Blijdestein (1926)
- Andreas Werkman (1926-1928)
- Andreas Dieteren (jaren onbekend)
- Jacques Könings (1937-1941), zoon van Reinhold Könings
- H. Smeets (1945-1947)
- Sjang Driessen (1947)
- Jos Somers (1947-1951)
- Zef Ruyters (1951-1953)
- Andries Paes (1953-1956)
- Eddy Doomen (1956-1971)
- Albert Köhlen (interim-dirigent van 15 maart tot 19 juni 1971)
- Zef Ruiters (1971-1973)
- Jan Vleugels (1973-1977)
- Huub Pittie (1977-1985)
- Nic Hermans (1985)
- Emile Troisfontaine (1986-1994)
- Leon van Wijk (1994-1996)
- Karin Colaris (interim-dirigent januari-mei 1996, tegenwoordig dirigent jeugdorkesten)
- Ad Lamerigts (1996-2004)
- Matty Cilissen (2002, interim-dirigent tijdens ziekte Ad Lamerigts)
- Jacques Claessens (2004-2009)
- Ingeborg Stijnen (2009-2020)
- Bart Partouns (2020-2022)
- Jos Zegers (2022-heden)

## Dirigenten en instructeurs slagwerkensemble
- Dhr. Luyten (1954-1956)
- Dhr. Linders (1956-1960)
- Ad van Maastricht (1960-1971)
- Funs Cramer (1971-1989)
- Gian Prince (1989-2006)
- Frank Marx (2006-heden)

## Presidenten Philharmonie Sittard
- Joseph Nicolas Rutten (1887-1904)
- G. Hermans (1904-1922)
- Jos Verheggen (1923-1932)
- Lambert Keyzers (1932-1935)
- P. Gelissen (1935-1954)
- P. Koolhaas (1955-1962)
- P. Van de Ven (1963-1968)
- J. Bollen (1968-1971)
- Jan Laudy (1972-1975)
- F. Paques (1975-1977)
- H. Ottenheym (1977-1979)
- Paul Chorus (1979-1988)
- Ben Bartholomeus (1988-2007), erepresident vanaf 2007
- Maurice Groten (2007-2016)
- Paul Paques (2016-heden)

## Tambour-maîtres
- Frans Schaaf (1954-1955)
- Louis Lambrichts (1955-1960)
- Ad van Maastricht (1960-1971)
- Jules Nieling (1971-1987)
- Arno Rutten (1987-1988)
- Leo Schoonen (1988-1990)
- Johan Evers (1990-2002)
- Ron Couvee (2002-2004)
- Bart Janssen (2004-2010)
- Johan Evers (2010-2022)
- Maurice Kamps (2022-heden)

## Concertreizen
Een (onvolledige) lijst van de muzikale reizen van de Philharmonie:
| jaar | land                     | locatie                       |
| ---- | ------------------------ | ----------------------------- |
| 1967 | Bondsrepubliek Duitsland | Durmersheim                   |
| 1989 | Joegoslavië              | Valjevo                       |
| 1996 | Frankrijk                | Chablis, Auxerre, Chichée     |
| 2012 | Oostenrijk               | Seeboden, Spittal an der Drau |
| 2018 | Luxemburg                | Luxemburg stad, Echternach    |
| 2023 | Duitsland                | Lörrach                       |

## Ereleden
De Philharmonie heeft een aantal ereleden. Ook is er een erepresident, Ben Bartholomeus werd bij zijn afscheid als president in 2007 hiertoe benoemd. Voormalig burgemeester van Sittard-Geleen, drs. Sjraar Cox, is beschermheer van de vereniging.